# Galleta de sal
Las galletas de sal son un producto de panadería típico de la isla de Cuba, compuestas de harina de trigo, agua, sal y levadura. Tienen su origen en las antiguas galletas marineras que se fabricaban en los puertos de diferentes partes del mundo para abastecer a los barcos en sus largos viajes. Se pueden considerar un pan de forma pequeña y redonda, similar a un medallón, de miga crujiente y ligeramente desarrollada gracias a un breve leudado. Antes de hornearse, las galletas de sal se pinchan con un tenedor para favorecer una cochura uniforme. El resultado es un pan duro debido a su baja hidratación, lo que permitía su conservación en alta mar durante meses.
En Cuba, la galleta de sal se puede consumir acompañando al café, con queso y dulce de guayaba. Su opuesto es la «galleta de dulce».